# Ablabesmyia
Ablabesmyia is een geslacht van muggen uit de familie van de dansmuggen (Chironomidae). De wetenschappelijke naam van het geslacht is voor het eerst geldig gepubliceerd in 1905 door Johannsen.

## Soorten
De volgende soorten zijn bij het geslacht ingedeeld:
- Ablabesmyia atromaculata Edwards, 1928[2]
- Ablabesmyia longistyla Fittkau, 1962[3]
- Ablabesmyia mala (Hutton, 1902)[4]
- Ablabesmyia monilis (Linnaeus, 1758)[5]
- Ablabesmyia oliveirai Oliveira & Fonseca-Gessner, 2006[6]
- Ablabesmyia platensis Siri & Paggi, 2010[7]
- Ablabesmyia reissi Paggi & Suarez, 2000[8]
- Ablabesmyia tucuxi Neubern & Fusari, 2012[9]
- Ablabesmyia xinhuai
- Ablabesmyia hauberi
- Ablabesmyia philosphagnos
- Ablabesmyia cinctipes
- Ablabesmyia aurea
- Ablabesmyia pulchripennis
- Ablabesmyia illinoensis
- Ablabesmyia aspera
- Ablabesmyia alaskensis
- Ablabesmyia simpsoni
- Ablabesmyia johannseni
- Ablabesmyia parajanta
- Ablabesmyia rasha
- Ablabesmyia janta
- Ablabesmyia annulatus
- Ablabesmyia rhamphe
- Ablabesmyia idei
- Ablabesmyia peleensis
- Ablabesmyia mallochi
- Ablabesmyia dusoleili
- Ablabesmyia phatta

## Nomen nudum
- Ablabesmyia punctulata (Philippi, 1865)